# Marija Marjeta Bogner
Marija Marjeta Bogner VHM, madžarska redovnica ter devica in častitljiva; * (rojena kot Etelka Marija Ana Bogner) 15. maj 1905, Melenci, Avstro-Ogrska; danes A.P. Vojvodina Srbija, † 13. maj 1933, Érd (Madžarska)

## Življenjepis
Marija Marjeta Bogner se je rodila 15. decembra 1905 v veliki vojvodinski vasi Melenci v Torontalski županiji v Avstro-Ogrski monarhiji; danes je to Avtonomna pokrajina Vojvodina v severni Srbiji. Pri krstu v župnijski cerkvi v Elemiru blizu Velikega Bečkereka je krščena kot Etelka Marija Ana. Oče, dr. Ivan Bogner, je bil davčni beležnik v kraju in mati, Etelka Schiller, je bila šivilja, ki je poleg prvorojenke nato rodila še pet otrok. Družina je bila globoko pobožna.
Nizke rasti, toda živahna, nagajiva  in vedno vesela Etelka je bila kot sončni žarek v domači hiši in taka je ostala vse do smrti.  
Očeta so 1906 premestili v Tordo (Torontáltórda). Tam je začela hoditi Etelka v ljudsko šolo, kjer je kmalu pokazala svoje izredne sposobnosti.  Oče je tam nenadoma umrl 17. oktobra 1915. To je bil v vojnem času hud udarec za vdovo s šestimi otroki, ki se je v iskanju dela preselila v Veliki Bečkerek.. Tako je  mogla Etelka u Velikem Bečkereku, kljub hudi bolezni, ki jo je napadla leta 1914, uspešno končati trgovsko šolo pri šolskih sestrah notredamkah. Sama je priznala, da v šoli ni bila vedno vzornega vedenja; rada je uganjala nedolžne šale, da so se potem vsi smejali; profesoricam pa večkrat niso bile povšeči. Nekoč je tako napisala na tablo, da je učiteljica bolna in da ne bo pouka. Ko je pa ona le prišla v razred, je bil prazen. Naslednjega dne se je porednica hotela odkupiti s tem, da ji je – muzajoč se – podarila velik šopek cvetja. 

### Poklic
Po birmi, ki jo je prejela v starosti 18 let dne 1. junija 1923, je v njeni duši nastal obrat. Sveti Duh jo je tako napolnil, da je sklenila posvetiti se Bogu. Najprej je zaprosila za sprejem v Karmel pri karmeličankah, a je zaradi bolehnosti niso sprejele niti one niti notredamke. Tedaj se je sama posvetila duhovnosti in obiskovala duhovne tečaje. 
Na vsak način je hotela postati nuna (redovnica, častita sestra) - a ni vedela kako in kam naj se obrne, ker jo je na tej poti ovirala resna in dolgotrajna bolezen. Za geslo si je kljub temu vzela: Semper fidelis (Vedno zvesta) obljubam, ki jih je sama naredila. Ko je bila na duhovnih vajah v Pusti, je prišlo sporočilo, da je sprejeta pri sestrah od obiskanja BDM.
6. avgusta 1927 je odšla od doma, iz Velikega Bečkereka v Banatu, kamor se ni nikoli več vrnila; 10. avgusta je prispela v samostan v Thurnfeldu na Južnem Tirolskem.